# Cannonball Records
Cannonball Records was een Amerikaans platenlabel, waarop jazz en blues uitkwam. Het label werd rond 1997 opgericht in Chanhassen in de Amerikaanse staat Minnesota. Op het label verschenen albums van onder meer James Harman, Melvin Sparks, Charles Earland, Pucho & His Latin Soul Brothers, Idris Muhammad, Reuben Wilson, Bernard Allison en Mick Taylor. Ook kwamen er enkele verzamelalbums op uit. Sinds 2001 is het label inactief.